# Apprieu
Apprieu este o comună în departamentul Isère din sud-estul Franței. În 2009 avea o populație de 3.103 de locuitori.

## Evoluția populației
| An        | 1975  | 1982  | 1990  | 1999  | 2006  | 2009  |
| --------- | ----- | ----- | ----- | ----- | ----- | ----- |
| Populație | 1.539 | 1.770 | 2.426 | 2.528 | 2.926 | 3.103 |